# Политически статут на македонския език
Въпросът за съществуването и идентичността на така наречения македонски език е предмет на научен и политически спор. Този спор е между официалната българска позиция по въпроса и северномакедонската такава, както и между учени от различни страни. Същността на спора засяга възникването на езика/езиковата норма в Република Северна Македония. Българската позиция по въпроса е, че така нареченият македонски език е изкуствено създаден по политически причини, а не естествено възникнал, развил и обособил се исторически. За Република България и БАН, т.нар. македонски език е част от българските диалекти, изкуствено обособени по външнополитически причини в бивша Югославия, а за Северна Македония - самостоятелен език, макар тенденцията да е мнозина граждани на Северна Македония да припознават своя разговорен език за български.
Между двете езикови норми съществува взаиморазбираемост, а Институтът за български език при БАН е на становището, че т.нар. македонски език е социорегионална разновидност на българския език, създадена изкуствено по политически причини. На тази основа македонските говори се възприемат като свои от българска диалектология и се разглеждат и изучават като български диалекти.